# Dionizij
Dionizij je moško osebno ime.

## Izvor imena
Ime Dionizij izhaja iz latinskega imena Dionisius, to pa iz grškega Διονυσιος (Dionysios), ki je pridevniška izpeljanka grškega imena Διώνυσος (Diónysos), slovensko Dioniz.

## Različice imena
- moške različice imena: Den, Denis, Deniz, Dennis, Deni, Dioniz, Dionizio
- ženske različice imena: Deonezija, Dionisija, Dionizija, Dioniza

## Tujejezične različice imena
- pri Estoncih: Dionysius
- pri Fincih, Nemcih, Švedih: Dionysios
- pri Francozih: Denis
- pri Italijanih: Dionisio
- pri Poljakih: Dionizy

## Pogostost imena
Po podatkih Statističnega urada Republike Slovenije je bilo na dan 31. decembra 2007 v Sloveniji število moških oseb z imenom Dionizij: 16.

## Osebni praznik
V koledarju je ime Dionizij zapisano 24. marca (Dionizij, mučenec, † 24. mar. 305), 9. oktobra (Dionizij-Denis, prvi pariški škof in mučenec, † 9. okt. 285).

## Zanimivosti
- Po Dionizu je nastal izraz dionízičen »divji, nezmeren«  v nasprotju z apolíničen »skladen, umirjen«.
- Karnevalski obredi v čast boga Doiniza so dali osnovo grškemu gledališču.